# Kap Constance
Kap Constance ist ein Kap an der Nordküste Südgeorgiens. Es liegt am Ende einer Halbinsel, welche die Antarctic Bay von der Possession Bay trennt. Das Kap markiert die westliche Begrenzung der Einfahrt zur Tornquist Bay.
Die Benennung erfolgte um das Jahr 1912. Namensgeberin ist Constance Angel Greene Allardyce (1861–1919), Ehefrau von William Allardyce, Gouverneur der Falklandinseln von 1904 bis 1915.